# Светицы
Светицы — деревня в Смоленском районе Смоленской области России. Входит в состав Сметанинского сельского поселения. Население — 25 жителей (2007 год). 
Расположена в западной части области в 32 км к западу от Смоленска, в 1 км севернее автодороги М1 «Беларусь». В 2,5 км юго-восточнее деревни расположена железнодорожная станция Велино на линии Москва — Минск. 

## История
В годы Великой Отечественной войны деревня была оккупирована гитлеровскими войсками в июле 1941 года, освобождена в сентябре 1943 года. 